# Richard Rolle
Richard Rolle, född omkring 1300, död 1349, var en engelsk eremit och mystiker.
Rolle studerade i Oxford och Paris och hade en rik produktion av prosa och lyrik både på engelska och på latin. I skriften "Den brinnande kärleken" ger han bön en central plats. Sin erfarenhet av sin väg till kontemplation framställer han i de tre stadierna calor (hetta), canor (sång) och dulcor (ljuvlighet).